# Anemia pallida
Anemia pallida là một loài dương xỉ trong họ Anemiaceae. Loài này được Gardner mô tả khoa học đầu tiên năm 1844.